# Liming Hu
Liming Hu (kinesiska: 黎明湖) är en sjö i Kina. Den ligger i provinsen Heilongjiang, i den nordöstra delen av landet, omkring 150 kilometer nordväst om provinshuvudstaden Harbin. Liming Hu ligger 143 meter över havet. Arean är 0,85 kvadratkilometer. Den ligger vid sjön Binzhou Hu. Runt Liming Hu är det i huvudsak tätbebyggt. Den sträcker sig 1,5 kilometer i nord-sydlig riktning, och 0,8 kilometer i öst-västlig riktning.
Genomsnittlig årsnederbörd är 890 millimeter. Den regnigaste månaden är juli, med i genomsnitt 203 mm nederbörd, och den torraste är januari, med 4 mm nederbörd.